# L’Empereur
L’Empereur war ein belgischer Bahnradsportler. Der Name ist offensichtlich ein Pseudonym.
1920 startete bei den Olympischen Spielen in Antwerpen im Sprint ein Fahrer unter dem Namen L’Empereur (französisch; „der Kaiser“). Im Hoffnungslauf der zweiten Runde schied er aus. Seine Identität blieb unbekannt.